# Carles Traviesa i Pons
Carles Traviesa i Pons   (Sant Andreu de Llavaneres, 20 d'octubre de 1992) és un ex-pilot de trial català que destacà en competicions estatals durant les dècades del 2000 i 2010. Al llarg de la seva carrera va guanyar diversos campionats de Catalunya en categories de formació i tres campionats d'Espanya (en categoria Cadets el 2007 i en TR2 els anys 2008 i 2012). Durant la seva etapa d'activitat va pertànyer als equips oficials de Gas Gas i Montesa i va aconseguir resultats destacats en competicions internacionals, com ara la FIM Youth Trial Cup (actualment anomenada Campionat del Món de trial 125cc), on fou quart el 2009 i tercer, darrere de Pol Tarrés i Jack Sheppard, el 2010. Entre el 2011 i el 2013 participà al mundial de trial júnior, anomenat actualment Trial2.
Més tard va passar a competir en enduro amb el patrocini del fabricant d'equipament motociclista Hebo i va guanyar, entre d'altres, el Campionat de Catalunya de Prototips (2014). Va participar també en diverses curses de Resistència TT.